# Горбунов, Валерий Петрович
Вале́рий Петро́вич Горбуно́в (13 ноября 1953, Горловка, Сталинская область, СССР — 1996, Горловка, Донецкая область, Украина) — советский футболист, центральный защитник. Чемпион Европы 1976 года среди молодёжных команд. Мастер спорта международного класса (1976; лишен в 1978).

## Карьера

### Клубная
В 19-летнем возрасте дебютировал в донецком «Шахтёре», с которым по итогам сезона-72 вернулся в высшую лигу СССР.
В чемпионатах СССР провёл 222 матча (забил 3 гола). В составе «Шахтёра» стал серебряным призёром чемпионата СССР 1975 года и бронзовым призёром чемпионата 1978 года. Также является обладателем Кубка СССР 1980 года (в финале получил травму головы и заканчивал матч с перевязанной головой) и финалистом 1978.
По словам вратаря Вячеслава Чанова, Горбунов имел в команде кличку «Бобочка», приклеившуюся к нему после неосторожно брошенной фразы «Шикарную бобочку купил в универмаге!».
13 сентября 1978 года, после проигранного выездного матча на Кубок Кубков испанской «Барселоне», исчез из расположения «Шахтёра» на один день. Команда улетела без него в Донецк, а сам Горбунов самостоятельно вышел на посольство и авиарейсом через Вену прибыл в СССР. После данного проступка лишён звания МСМК, на 10 месяцев выведен из основного состава.
Снова начал играть за «Шахтёр» только со 2-го круга чемпионата СССР 1979. Однако выезды за рубеж теперь для него были невозможны.
Игровая карьера продолжалась до 1982 года, когда в середине сезона он был отчислен из «Шахтёра» без права восстановления в каких бы то ни было футбольных коллективах.
Последние годы жизни не работал, вёл асоциальный образ жизни. Умер в Горловке, на территории свалки.

### В сборной
В национальной сборной СССР в 1978 году провёл один матч (6 сентября против сборной Ирана).

## Достижения
- Серебряный призёр чемпионата СССР 1975 года, бронзовый призёр чемпионата 1978 года.
- Обладатель Кубка СССР 1980 года, финалист 1978.
- В списке 33 лучших футболистов сезона 2 раза: 1975 (№ 3), 1976 (№ 2).